# 薩德伯里鎮站
薩德伯里鎮站（英語：Sudbury Town tube station）是倫敦地鐵皮卡迪利線鄂克斯橋支線的一個車站。薩德伯里鎮站是薩德伯里山站和阿伯頓站之間的車站，位於倫敦第4收費區。車站開通於1903年6月28日。